# Jorge Lendeborg Jr.
Jorge David Lendeborg Jr. (ur. 21 stycznia 1996 w Distrito Nacional) – dominikańsko-amerykański aktor, który wystąpił m.in. w filmach Bumblebee, Alita: Battle Angel i Twój Simon.

## Filmografia

### Filmy
| Rok  | Tytuł                      | Rola                       | Uwagi |
| ---- | -------------------------- | -------------------------- | ----- |
| 2016 | The Land                   | Cisco                      |       |
| 2017 | Miś Brigsby                | Spencer                    |       |
| 2017 | Spider-Man: Homecoming     | Jason Ionello              |       |
| 2017 | Shot                       | Miguel                     |       |
| 2018 | Twój Simon                 | Nick Eisner                |       |
| 2018 | Bumblebee                  | Guillermo "Memo" Gutierrez |       |
| 2019 | Alita: Battle Angel        | Tanji                      |       |
| 2019 | Spider-Man: Daleko od domu | Jason Ionello              |       |
| 2020 | Critical Thinking          | Ito Paniagua               |       |
| 2021 | Błogość                    | Arthur                     |       |
| 2021 | Boogie                     | Richie                     |       |
| 2021 | Nocne kły                  | Benny                      |       |

### Telewizja
| Rok  | Tytuł                     | Rola     | Uwagi  |
| ---- | ------------------------- | -------- | ------ |
| 2014 | Graceland                 | Chihuaha | 1 odc. |
| 2019 | Wu-Tang: An American Saga | Jah Son  | 3 odc. |
| 2020 | Day by Day                | Noah     | 1 odc. |